# Міжнародне товариство сучасної музики
Міжнародне товариство сучасної музики (ISCM, англ. International Society for Contemporary Music, нім. Internationale Gesellschaft für Neue Musik) — міжнародна організація, що займається пропагандою новітньої академічної музики. Заснована в 1922 р. в Зальцбурзі, під час Зальцбурзького фестивалю. У прийнятій засновниками Товариства хартії стверджувалося намір «захищати і підтримувати насамперед експериментальні та важкодоступні напрями в музиці». Серед композиторів, що стояли біля витоків Товариства, — Арнольд Шенберг, Антон Веберн, Пауль Хіндеміт, Даріус Мійо, Аарон Копленд та інших
Товариство являє собою конфедерацію національних секцій — незалежних організацій, провідних власну діяльність. Основний об'єднує національні організації проект — проводиться Товариством щорічний фестиваль Всесвітні дні музики (англ. World Music Days). Фестиваль проходить щороку в новому місці. Кожна національна організація має право запропонувати до шести новітніх музичних творів на розгляд оргкомітету фестивалю, і прийняті оргкомітетом твори будуть виконані на фестивалі. У рамках фестивалів проходить і Генеральна асамблея Товариства. Крім того, Товариство видає журнал «World New Music Magazine».
На початковому етапі історії Товариства постійні зв'язки підтримували з ним композитори з радянської Асоціації сучасної музики (до її розпуску в 1932 р.): вже на другому фестивалі Товариства (1924) прозвучав Перший скрипковий концерт Сергія Прокоф'єва (у виконанні Йожефа Сігеті). У 2005 році на засіданні Генеральної асамблеї Міжнародного товариства сучасної музики членом суспільства стала Росія в особі Російської національної секції, що у свою чергу являє собою асоціацію різних музичних організацій. 
Секретаріат товариства в наш час[коли?] знаходиться в Амстердамі.

## Президенти Товариства
- Едуард Джозеф Дент (1923-1938)
- Едвін Еванс (1938-1945)
- Едуард Джозеф Дент (1945-1947)
- Едуард Кларк (1947-1952)
- Пауліна Халл (1952-1953)
- Гоффредо Петрассі (1954-1956)

<...>
- Зигмунт Краузе (1987-1990)
- Майкл Фінніссі (1990-1996)
- Арне Меллнес (1997-2002)
- Річард Цанг (2002-2008)
- Джон Девіс (з 2008 р.)